# Boenninghausenia albiflora
Boenninghausenia albiflora är en vinruteväxtart som först beskrevs av William Jackson Hooker, och fick sitt nu gällande namn av Heinrich Gottlieb Ludwig Reichenbach och Carl Daniel Friedrich Meisner. Boenninghausenia albiflora ingår i släktet Boenninghausenia och familjen vinruteväxter. Inga underarter finns listade i Catalogue of Life.